# ليندا غود براينت
ليندا غود براينت (بالإنجليزية: Linda Goode Bryant)‏ هي مخرجة أمريكية، ولدت في 1949 في كولومبوس في الولايات المتحدة.

## وصلات خارجية
- ليندا غود براينت على موقع IMDb (الإنجليزية)
- ليندا غود براينت على موقع قاعدة بيانات الفيلم (الإنجليزية)